# كونستانتينوس تاسولاس
كونستانتينوس تاسولاس (باليونانية: Κωνσταντίνος Τασούλας؛ من مواليد 17 يوليو 1959)‏ هو سياسي ومحام يوناني وهو الرئيس المنتخب لليونان. شغل سابقًا منصب رئيس البرلمان اليوناني من عام 2019 إلى عام 2025. وهو عضو في حزب الديمقراطية الجديدة، وكان عضوًا في البرلمان عن مدينة يوانينا من عام 2000 إلى عام 2025. كما شغل لفترة وجيزة منصب وزير الثقافة والرياضة من عام 2014 إلى عام 2015 خلال حكومة أنطونيس ساماراس.